# Immortality (Céline Dion)
Immortality è una canzone della cantante canadese Céline Dion, registrata per il suo quinto album in studio in lingua inglese, Let's Talk About Love (1997). Il brano vanta la collaborazione con il gruppo mannese dei Bee Gees, autori del brano che prestarono la loro voce per la registrazione dei cori. La canzone fu prodotta da Walter Afanasieff e rilasciata tra giugno e luglio 1998 in Europa, Canada, Asia e Australia come quinto singolo promozionale.
Il brano non accolto positivamente dalla critica, ottenne un ottimo successo commerciale in Europa.

## Antefatti, contenuti e pubblicazioni
I Bee Gees scrissero Immortality nel 1996 per il musical ispirato al film La febbre del sabato sera, inaugurato nel maggio 1998. Céline incise la canzone nel giugno 1997 e i Bee Gees parteciparono alla registrazione dei cori il 18 agosto 1997; a quest'ultima sessione di registrazione partecipò anche la Dion e insieme girarono il videoclip musicale del singolo.
Il demo del brano in cui Barry Gibb canta in falsetto per adattarsi alla tonalità di Céline, è stato pubblicato nel novembre 2001 sull'album Their Greatest Hits: The Record dei Bee Gees. L'album Saturday Night Fever: Original Cast Recording pubblicato nel giugno 1999, presenta la canzone interpretata dall'attore protagonista del musical Adam Garcia.
Il singolo di Céline pubblicato in Europa e in Australia includeva principalmente i dance remix di My Heart Will Go On. In Brasile Immortality fu utilizzato come tema della colonna sonora della telenovela Torre de Babel. Il singolo promozionale uscito in Brasile comprendeva le versioni dance remix di Immortality prodotte da DJ Cuca. In alcuni paesi come il Giappone il brano fu accompagnato dalla traccia When I Need You, utilizzata come singolo successivo in Brasile.
Immortality è stato incluso anche nelle edizioni internazionali di All the Way ... A Decade of Song (1999), My Love: Essential Collection (2008) e The Best So Far ... 2018 Tour Edition (2018).

## Videoclip musicale
Per il singolo furono realizzati due videoclip musicali. Girato il 18 agosto 1997 e diretto da Scott Lochmus, il primo videoclip mostra Céline Dion e i Bee Gees nello studio d'incisione durante la sessione di registrazione del brano. Nel 1999 il video fu utilizzato come parte integrante della bonus feautures numero due, Behind the Scenes: Recording of Let's Talk About Love del DVD Au cœur du stade.
Il secondo videoclip, diretto da Randee St. Nicholas, fu girato nel luglio 1998 e pubblicato il 6 agosto 1998. Quest'ultimo si apre con Céline intenta ad attraversare un cimitero; le scene che legano questa ambientazione sono in bianco e nero. Altre scene mostrano la Dion e i Bee Gees che appaiono come fantasmi in una casa padronale dove la cantante, vestita da dama, cerca il suo amante. Più tardi i cantanti appaiono in un club dove Céline interpreta la canzone su un palco; queste scene sono ambientate negli anni quaranta.

## Recensioni da parte della critica
Immortality non fu accolta in modo positivo dai critici musicali. Il redattore di Entertainment Weekly, David Browne in una recensione dell'album Let's Talk About Love definisce la canzone "banale" e "un fragile intruglio che si riduce sotto il peso del suo arrangiamento". Su The New York Observer Jonathan Bernstein trovò "scoraggiante" la collaborazione tra la Dion e i Bee Gees. Secondo l'editore le canzoni scritte dai Bee Gees per altre cantanti come Yvonne Elliman o Dionne Warwick, hanno avuto dei "risultati sensazionali" a confronto di Immortality che "sconfigge sia la signora Dion che i Gibbs".

## Successo commerciale
Il singolo raggiunse un ottimo successo commerciale in Europa, salendo alla numero due delle classifiche di Austria e Germania. Nel Regno Unito Immortality si posizionò alla numero cinque mentre raggiunse l'ottava posizione in Svizzera e Islanda. Nella Eurochart Hot 100 Singles il singolo raggiunse la quarta posizione.
In altri paesi come l'Australia la canzone raggiunse la top 40 posizionandosi alla numero 38. In Canada il singolo raggiunse la 28ª posizione della RPM 100 Hit Tracks mentre nella classifica canadese Adult Contemporary fu in prima posizione e vi rimase per due settimane consecutive.
Immortality fu certificato disco di platino in Germania, disco d'oro in Svezia e disco d'argento in Francia e Regno Unito.

## Interpretazioni dal vivo
Il 14 novembre 1997, Céline Dion eseguì Immortality in duetto con i Bee Gees durante un loro concerto tenutosi all'MGM Grand Las Vegas. Il video dell'esibizione fu incluso nel DVD dell'album live One Night Only, pubblicato dai Bee Gees nel settembre 1998. Nella prima settimana di giugno 1998, Celine registrò con il gruppo mannese le performance di Immortality in tre programmi televisivi: Top of the Pops andato in onda nel Regno Unito, Hit Machine per la Francia e Geld oder Liebe per la promozione in Germania. La Dion inoltre interpretò la canzone durante il suo Let's Talk About Love World Tour nel 1998 e nel 1999, e nel suo residency show di Las Vegas, Celine.
Il 16 aprile 2017, la CBS trasmise uno speciale televisivo registrato due mesi prima dedicato ai Bee Gees. Nello show intitolato Stayin’ Alive: A Grammy Salute to the Music of the Bee Gees ci fu anche l'esibizione di Céline sul brano Immortality in duetto virtuale con i tre fratelli Gibb.

## Formati e tracce
CD Singolo Promo (Argentina) (Epic: 2-000404)
1. Inmortalidad (Immortality) – 4:11 (Barry Gibb, Robin Gibb, Maurice Gibb)
2. Cuando te necesito (When I Need You) – 4:12 (Albert Hammond, Carole Bayer Sager)

CD Singolo Promo (Australia; Canada) (Epic: SAMP1088; Columbiaː CDNK 1356)
1. Immortality (feat. Bee Gees) – 4:11 (B. Gibb, R. Gibb, M. Gibb)

CD Singolo (Australia; Malesia) (Epic: 665540 2; Epicː 665540 2)
1. Immortality – 4:11 (B. Gibb, R. Gibb, M. Gibb)
2. To Love You More – 5:20 (testo: Junior Miles – musica: David Foster)
3. My Heart Will Go On (Love Theme From Titanic - Richie Jones Mix) – 4:15 (testo: Will Jennings – musica: James Horner)
4. My Heart Will Go On (Love Theme From Titanic - Tony Moran Mix) – 4:21 (testo: Jennings – musica: Horner)

CD Singolo Promo (Brasile) (Epic: 899.655/2-492265)
1. Immortality (Cuca Cool DJ Mix) – 4:24 (B. Gibb, R. Gibb, M. Gibb)
2. Immortality (Cuca Cool Remix) – 4:22 (B. Gibb, R. Gibb, M. Gibb)
3. Immortality (Cuca Pop Remix) – 4:22 (B. Gibb, R. Gibb, M. Gibb)
4. Immortality (Cuca Club Remix) – 7:02 (B. Gibb, R. Gibb, M. Gibb)
5. Immortality (Cuca Cool Mix) – 6:10 (B. Gibb, R. Gibb, M. Gibb)
6. Immortality (Album Version) – 4:11 (B. Gibb, R. Gibb, M. Gibb)

CD Singolo Promo (Europa; Francia) (Columbiaː SAMPCS 5129; Columbiaː SAMP CS 5317)
1. Immortality (feat. Bee Gees) – 4:11 (B. Gibb, R. Gibb, M. Gibb)

CD Singolo (Europa) (Columbiaː COL 665720 1)
1. Immortality (feat. Bee Gees) – 4:11 (B. Gibb, R. Gibb, M. Gibb)
2. My Heart Will Go On (Tony Moran Mix) – 4:21 (testo: Jennings – musica: Horner)

CD Maxi Singolo (Europa; Malesia) (Columbiaː COL 665720 2; Epicː 665540.2)
1. Immortality (feat. Bee Gees) – 4:11 (B. Gibb, R. Gibb, M. Gibb)
2. My Heart Will Go On – 4:40 (testo: Jennings – musica: Horner)
3. My Heart Will Go On (Tony Moran's Anthem Vocal) – 9:41 (testo: Jennings – musica: Horner)
4. My Heart Will Go On (Soul Solution Percappella) – 4:16 (testo: Jennings – musica: Horner)

CD Singolo (Giappone) (Epic: ESCA 6953)
1. Immortality – 4:11 (B. Gibb, R. Gibb, M. Gibb)
2. When I Need You – 4:56 (Hammond, Bayer Sager)

CD Singolo Promo (Messico; Regno Unito) (Epicː PRCD 97333; Epicː XPCD2272)
1. Immortality (feat. Bee Gees) – 4:11 (B. Gibb, R. Gibb, M. Gibb)

CD Singolo (Regno Unito) (Epicː 666168 5)
1. Immortality (feat. Bee Gees) – 4:11 (B. Gibb, R. Gibb, M. Gibb)
2. My Heart Will Go On (Love Theme Form Titanic - Tony Moran Mix) – 4:20 (testo: Jennings – musica: Horner)
3. My Heart Will Go On (Love Theme Form Titanic - Richie Jones Mix) – 4:16 (testo: Jennings – musica: Horner)

CD Singolo (Regno Unito) (Epic: 666168 2)
1. Immortality (feat. Bee Gees) – 4:11 (B. Gibb, R. Gibb, M. Gibb)
2. To Love You More (feat. Kryzler & Kompany) – 5:28 (testo: Miles – musica: Foster)
3. (You Make Me Feel Like) A Natural Woman – 3:41 (Carole King, Gerry Goffin, Jerry Wexler)

CD Singolo (Sudafrica) (Columbiaː CDSIN 271 I)
1. Immortality (feat. Bee Gees) – 4:11 (B. Gibb, R. Gibb, M. Gibb)
2. My Heart Will Go On – 4:40 (testo: Jennings – musica: Horner)
3. My Heart Will Go On (Tony Moran's Anthem Vocal) – 9:41 (testo: Jennings – musica: Horner)
4. My Heart Will Go On (Soul Solution Percappella) – 4:16 (testo: Jennings – musica: Horner)

LP Singolo 12" (Europa) (Columbiaː COL 665720 6)
1. Immortality (feat. Bee Gees) – 4:11 (B. Gibb, R. Gibb, M. Gibb)
2. My Heart Will Go On (Tony Moran Mix) – 4:15 (testo: Jennings – musica: Horner)
3. My Heart Will Go On (Tony Moran's Anthem Vocal) – 9:41 (testo: Jennings – musica: Horner)
4. My Heart Will Go On (Matt & Vito's Unsinkable Epic Mix) – 9:51 (testo: Jennings – musica: Horner)

MC Singolo (Regno Unito) (Epicː 666168 4)
1. Immortality (feat. Bee Gees) – 4:11 (B. Gibb, R. Gibb, M. Gibb)
2. My Heart Will Go On (Love Theme Form Titanic - Soul Solution Mix) – 4:18 (testo: Jennings – musica: Horner)

## Classifiche

### Classifiche settimanali
| Classifica (1998)                                      | Posizione massima raggiunta |
| ------------------------------------------------------ | --------------------------- |
| Australia (ARIA)                                       | 38                          |
| Austria (Ö3 Austria Top 40)                            | 2                           |
| Belgio Vallonia (Ultratop 50)                          | 15                          |
| Belgio Fiandre (Fiandre)                               | 48                          |
| Canada (RPM 100 Hit Tracks)                            | 28                          |
| Canada (RPM Adult Contemporary Tracks)                 | 1                           |
| Europa (Eurochart Hot 100 Singles)                     | 4                           |
| Francia (SNEP)                                         | 15                          |
| Germania (Media Control Charts)                        | 2                           |
| Irlanda (IRMA)                                         | 11                          |
| Islanda (Íslenski Listinn Topp 40)                     | 8                           |
| Paesi Bassi (Dutch Top 40)                             | 28                          |
| Paesi Bassi (Single Top 100)                           | 41                          |
| Québec (ADISQ)                                         | 4                           |
| Regno Unito (Official Singles Chart Top 100)           | 5                           |
| Scozia (Official Scottish Singles Sales Chart Top 100) | 6                           |
| Svezia (Sverigetopplistan)                             | 12                          |
| Svizzera (Schweizer Hitparade)                         | 8                           |

### Classifiche di fine anno
| Classifica (1998)                                        | Posizione |
| -------------------------------------------------------- | --------- |
| Austria (Ö3 Austria Top 40 - Jahreshitparade 1998)       | 18        |
| Belgio Vallonia (Ultratop Singles rapports annuels 1998) | 82        |
| Canada (RPM's Top 100 Hits of 1998)                      | 84        |
| Canada (RPM'S Top 100 Adult Contemporary Tracks of '98)  | 13        |
| Europa (Eurochart Hot 100 Singles 1998)                  | 27        |
| Francia (SNEP, Classement Singles - année 1998)          | 67        |
| Germania (Top 100 Sinlge-Jahrescharts)                   | 10        |
| Paesi Bassi (Dutch Charts Jaaroverzichten - Single 1998) | 231       |
| Regno Unito (Official Singles Charts - 1998)             | 108       |
| Svezia (Sverigetopplistan)                               | 28        |
| Svizzera (Schweizer Jahreshitparade 1998)                | 22        |

## Crediti e personale
Registrazione
- Registrato ai Record Plant Studios di Los Angeles (CA), The Hit Factory di New York City (NY), Middle Ear Studio di Miami Beach (FL)

Personale
- Arrangiato da - Walter Afanasieff
- Cori - Barry Gibb, Maurice Gibb, Robin Gibb
- Ingegnere del suono - Humberto Gatica
- Musica di - Barry Gibb, Maurice Gibb, Robin Gibb
- Produttore - Walter Afanasieff
- Produttore esecutivo - Jonh Doelp, Vito Luprano
- Testi di - Barry Gibb, Maurice Gibb, Robin Gibb

## Cronologia di rilascio
| Paese       | Data          | Formato           |
| ----------- | ------------- | ----------------- |
| Australia   | 1998          | CD                |
| Europa      | 1998          | CD • Vinile (12") |
| Europa      | 8 giugno 1998 | CD                |
| Giappone    | 8 luglio 1998 | CD                |
| Malesia     | 1998          | CD                |
| Regno Unito | 1998          | CD • Musicassetta |
| Sudafrica   | 1998          | CD                |